# Церква Різдва Пресвятої Богородиці (Гадинківці)
Церква Різдва Пресвятої Богородиці в Гадинківцях — парафія і храм греко-католицької громади Копичинецького деканату Бучацької єпархії Української греко-католицької церкви в селі Гадинківці Чортківського району Тернопільської области.

## Історія церкви
Перша згадка про парафію в Гадинківцях датується XVI століттям. З XVIII століття парафія і храм перейшли до УГКЦ.
У кінці XVII століття було зведено дерев'яний храм, а у 1718 році з ініціативи о. Андрія Пашковського збудували нову дерев'яну церкву. Візитації парафії здійснювали о. Сильвестр Мальський (1732–1733) та о. Антоній Онуфрієвич (1758). У 1850 році збудували нову дерев'яну плебанію, а у 1860-му храм відновили та освятили.
У 1909 році за ініціативи о. Климента Соневицького розпочалося будівництво нового храму, яке фінансували пан Целєцький і парафіяни. 21 вересня 1913 року церкву освятив владика Станиславівської єпархії Григорій Хомишин, який також провів візитацію.
До 1946 року парафія і храм були греко-католицькими, а з 1946 по 1990 рік — належали до РПЦ. З 1990 року вони знову в лоні УГКЦ.
У 1957 році храм було розписано. 5 липня 2000 року стихія пошкодила церкву, і у 2009-му художник Роман Папінко відновив розпис. У 2012 році храм освятив владика Бучацької єпархії Димитрій Григорак, ЧСВВ.
При парафії діють братство «Апостольство молитви» та Вівтарна дружина. Катехизацію проводить священник. На території парафії розташовані дві каплиці, пам'ятник блаженному єпископу Григорію Хомишину, а також церква-каплиця святих верховних апостолів Петра і Павла на вулиці Підлісній. У власності парафії є житловий та нежитловий будинки.

## Парохи
- о. Андрій Пашковський (1717—1736),
- о. Василь Сливацький (1736—?),
- о. Стефан Савічевський,
- о. Макар Савічевський (1784—1817),
- о. Михайло Струмінський,
- о. Яків Шанковський,
- о. Іван Сенатович (1838—1840),
- о. Семен Лукасевич (1840—1842),
- о. Олексій Навроцький (1842—1843),
- о. Филип Галінатий (1843—1844, 1845—1847),
- о. Дмитро Ходоровський (1844—1845),
- о. Микола Чаплінський (1847—1848),
- о. Яків Горбачевський (1848—1850),
- о. Том Боратинський (1850—1855),
- о. Іван Корній (1855—1890),
- о. Климент Соневицький (1891—1928),
- о. Тома Баратинський (~ XIX ст.),
- о. Ізидор Скорохід,
- о. Степан Турчин,
- о. Павло Микитин,
- о. Павло Онук,
- о. Григорій Петришин (1973—1983),
- о. Василь Квік (від 1983).